# والتر دوكز
والتر دوكز (بالإنجليزية: Walter Dukes)‏ مواليد 23 يونيو 1930 في روتشستر، كان لاعب كرة سلة أمريكي. بدأ مسيرته الاحترافية في سنة 1953. تم اختياره من قبل فريق نيويورك نيكس خلال الدرافت. بلغ طوله 7 قدم 0 بوصة (2.1 م). اعتزل اللعب في 1969. شارك مرتين في مباراة كل النجوم.

## المسيرة الاحترافية
لعب مع هارلم غلوبتروترز من سنة 1953 إلى 1955، ثم لعب مع نيويورك نيكس في موسم 1955–1956، ثم لعب مع لوس أنجلوس ليكرز في موسم 1956–1957، ثم لعب مع ديترويت بيستونز من سنة 1957 إلى 1963.

## روابط خارجية
- والتر دوكز على موقع إن بي أي (الإنجليزية)
- والتر دوكز على موقع سبورتس رفرنس (الإنجليزية)
- والتر دوكز على موقع كلية كرة السلة في سبورتس رفرنس.كوم (الإنجليزية)
- والتر دوكز على موقع ريلجم (الإنجليزية)
- والتر دوكز على موقع بروبوليرز (الإنجليزية)